# Freightliner Business Class M2
Freightliner Business Class M2 — модельный ряд среднетоннажных грузовиков производства Freightliner. Выпускаемый с июня 2002 года, M2 является преемником серии FL, представленной в 1990-х годах. Что касается размеров, M2 выпускается в рейтингах полной массы от 5 до 8 классов, конкурируя в первую очередь с International DuraStar, Kenworth T-270/T-370, Hino 600 и Ford F-650/F-750 Super Duty.
Freightliner производит модельный ряд бизнес-класса M2 в Маунт-Холли, Северная Каролина, и Сантьяго-Тиангуистенко, Мексика.
Оригинальное поколение выпускалось с 2003—2022 модельных годов. Второе поколение, продаваемое как M2 Plus, было запущено в производство в 2022 году как модель 2023 года. Он отличается новым и обновленным интерьером и обновленной решеткой радиатора.

## Первое поколение
В результате программы развития Freightliner стоимостью 250 миллионов долларов в начале 2002 года был представлен бизнес-класс M2; Начиная с производства в 2003 году, постепенно вводилась в эксплуатацию совершенно новая модельная линейка в качестве замены предыдущей серии FL. Для производства совершенно новой модельной линейки производственное предприятие в Маунт-Холли, Северная Каролина, было подвергнуто обширной реконструкции, в ходе которой были модернизированы системы сборки за счет повышенной автоматизации; расширение также позволило увеличить производство.
Для всех трёх моделей предлагались три конфигурации кабины: стандартная дневная кабина, двухдверная удлиненная кабина и четырехдверная кабина для экипажа. В то время как модели 100 и 106 производились в основном как прямые грузовики, Модель 112 выпускалась как прямой грузовик, так и как полуприцеп.
Одновременно с разработкой M2 компания Daimler Trucks North America внесла множество изменений в другие линейки грузовиков, производимые компанией. Линейка грузовиков Sterling заимствовала ряд компонентов от M2 (уменьшив долю деталей, первоначально разработанных Ford, первоначальным разработчиком). Freightliner Custom Chassis (одноименная дочерняя компания, производящая шасси для автобусов и автодомов) также начала разработку автомобилей на базе M2.

## Второе поколение
Второе поколение M2 Plus, представленное в конце 2022 года для производства в 2024 году, знаменует собой самые масштабные изменения в модельном ряду с момента его появления в 2003 году. Хотя внешний вид серии Plus остается схожим с первым поколением, линзы фар были изменены, вентиляционное отверстие на капоте увеличено, а решетка радиатора приняла решетчатый стиль Cascadia.
Хотя конструкция кабины M2 Plus повторяет структуру кабины предыдущего поколения, интерьер M2 Plus был полностью переработан, сосредоточенный на улучшении как эргономики, так и использовании технологий. Совершенно новая приборная панель, интегрированная в рулевое колесо, расширенные возможности настройки (для вспомогательных переключателей) и преимущественно цифровая приборная панель. В модельном ряду реализован ряд систем безопасности, стандартизирующих активную помощь при торможении и предупреждения о выходе из полосы движения; Помощь боковой охраны и адаптивный круиз-контроль являются дополнительными.